# Zorgho
Zorgho é uma cidade burquinense, capital da província de Ganzourgou. Em 2012, sua população era estimada em 21 518 habitantes.